# Ruska ulica, Ljubljana
Ruska ulica je ena izmed ulic v Spodnji Šiški (Mestna občina Ljubljana). 
Ulica je bila zgrajena med prvo svetovno vojno kot povezovalna pot med Celovško cesto in tedanjim gorenjskim kolodvorom. Ker so jo zgradili ruski vojni ujetniki, je dobila po njih tudi ime.

## Poimenovanje
Ulica je bila uradno poimenovana 3. maja 1938. Med italijansko okupacijo v času druge svetovne vojne je bila ulica preimenovana v Javornikovo cesto, a je bila po koncu vojne preimenovana nazaj.

## Urbanizem
Prične se na križišču s Celovško cesto, medtem ko se konča v križišču s Medvedovo cesto.